# 몬스테라
몬스테라(학명: Monstera deliciosa 몬스테라 델리키오사[*])는 천남성과의 반덩굴성 식물로 열대 아메리카가 원산지이다. 잎은 매우 크며, 구멍이 뚫린 것과 갈라진 것이 있으며, 젖빛의 무늬가 있는 종류도 있다. 약 20여 종의 큰 목본 덩굴식물인 몬스테라는 다른 식물을 타고 올라가면서 자라는 착생식물이다. 식물이 크기 때문에 큰 화분에 심어야 하며, 받침대를 세워 고정시켜야 한다. 그리고 반그늘을 좋아하므로 실내에 두는 것이 좋다. 여름에는 물을 충분히 주고, 가을에 기온이 좀 내려가면 밝은 실내에 넣고 잎에 물을 뿌려 주어야 한다. 몬스테라를 번식시키는 시기는 4-5월이다. 꺾꽂이로 하는데, 뿌리가 잘 내린 줄기를 잘라 심어도 되고, 줄기를 2-3마디 잘라 자른 면을 물이끼로 싸서 강모래에 꽂아도 된다. 꽂은 후 2-3개월이면 싹이 트고 뿌리가 내리는데 이 때 화분에 옮겨 심는다.
이 식물의 다 자란 넓은 잎은 가장자리가 칼로 벤 것처럼 길게 갈라졌으며, 중간중간에 구멍이 나 있다.꽃은 스파티필름의 꽃을 닮았으며 열대지역에서는 여러 종류의 몬스테라 열매를 먹는데, 그 열매에서는 바나나와 파인애플의 냄새를 닮은 향이 난다.